# Meriones persicus
Meriones persicus là một loài động vật có vú trong họ Chuột, bộ Gặm nhấm. Loài này được Blanford mô tả năm 1875.

## Hình ảnh

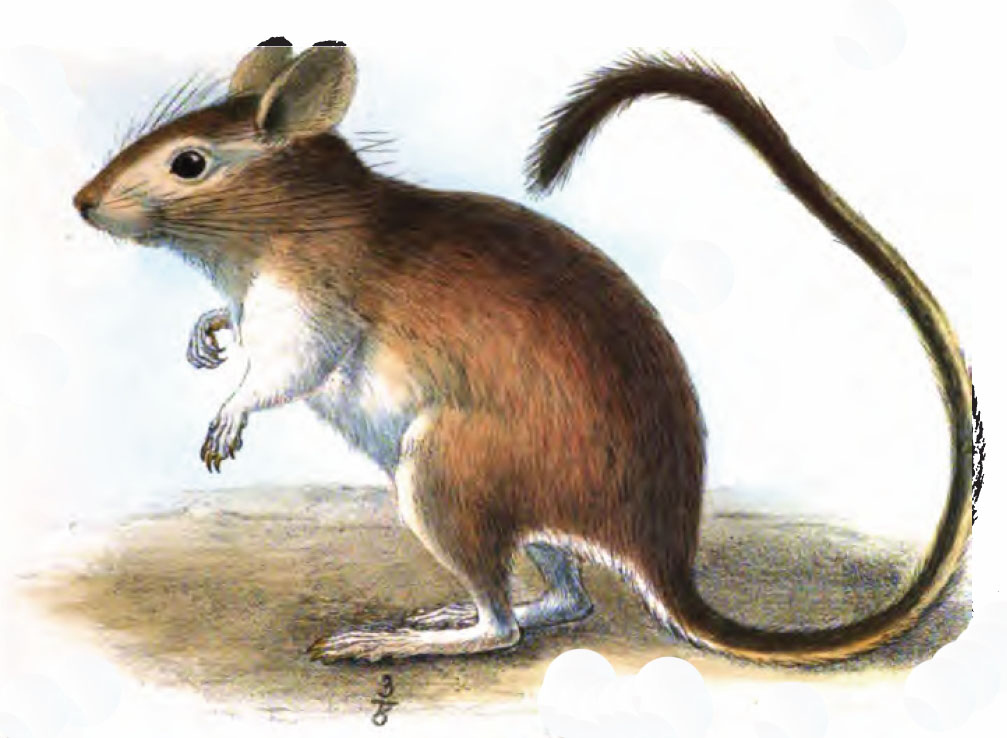